# Brännkyrka församling
Brännkyrka församling är en församling i Brännkyrka kontrakt i Stockholms stift. Församlingen ligger i Söderort i Stockholms kommun i Stockholms län och utgör ett eget pastorat.
Församlingen omfattade vid inkorporeringen med Stockholms stad 1913 större delen av nuvarande Söderort, men efter flera delningar sträcker den sig nu från Västertorp till Årstafältet.

## Administrativ historik
Församlingen har medeltida ursprung. Ur församlingen utbröts på 1600-talet Erstaviks kapellförsamling och på 1640-talet Nacka kapellförsamling. 1931 utbröts Enskede församling. Åren 1951-57 var församlingen uppdelad på två kyrkobokföringsdistrikt: Brännkyrka kbfd (018017) och Årsta kbfd (018018). År 1957 bröts Hägerstens och Vantörs församlingar ut, samtidigt som området Årsta överfördes till Enskede församling.
Församlingen var till 1562 annexförsamling i pastoratet Huddinge och Brännkyrka för att därefter till 1588 utgöra ett eget pastorat. Från 1588 till maj 1887 var den annexförsamling i pastoratet Huddinge, Brännkyrka, Nacka och Erstavik och från maj 1887 till 1899 annexförsamling i pastoratet Huddinge, Brännkyrka och Nacka och från 1899 till maj 1914 annexförsamling i pastoratet Huddinge och Brännkyrka.
Från maj 1914 till 1931 utgjorde församlingen ett eget pastorat för att därefter januari-april 1931 vara moderförsamling i pastoratet Brännkyrka och Enskede. Från maj 1931 utgör församlingen ett eget pastorat.
2014 gjordes vissa mindre gränsjusteringar mot Hägerstens församling.

## Areal
Brännkyrka församling omfattade den 1 januari 1976 en areal av 13,5 kvadratkilometer, varav 13,3 kvadratkilometer land.

## Kyrkoherdar
| Ämbetstid | Namn                        | Levnadstid | Övrigt |
| --------- | --------------------------- | ---------- | ------ |
| 1915–1940 | Jonas Lindskog              | 1869–1943  |        |
| 1942–     | Carl Gustaf Emanuel Collini | 1890–      |        |

### Förste komministrar
| Ämbetstid | Namn                 | Levnadstid | Övrigt |
| --------- | -------------------- | ---------- | ------ |
| 1915–1918 | Nils August Lindstam | 1866–      |        |
| 1919–1945 | John Lagerkranz      | 1875–1954  |        |

### Andre komministrar
| Ämbetstid | Namn           | Levnadstid | Övrigt |
| --------- | -------------- | ---------- | ------ |
| 1925–     | Sigge Swensson | 1880–1971  |        |

### Tredje komministrar
| Ämbetstid | Namn                       | Levnadstid | Övrigt                                  |
| --------- | -------------------------- | ---------- | --------------------------------------- |
| 1925–1931 | Henning Viktor Josua Helén |            | Senare kyrkoherde i Enskede församling. |

## Organister
| Ämbetstid  | Namn               | Levnadstid | Övrigt   |
| ---------- | ------------------ | ---------- | -------- |
| 1896–1933  | Cyrus Granér       | 1870–1937  | Organist |
| 1961–1964  | Lars Egebjer       | 1930–1986  | Organist |
| 2008–      | Robert Zelizi      | 1966–      | Organist |
| Före 2024– | Klara Wising Ivert | 1997–      | Organist |

## Kyrkor
- Brännkyrka kyrka
- Vårfrukyrkan